# 徐德智
徐德智（1988年—），重庆人，中国中央电视台驻联合国记者。2010年毕业于中国人民大学英语系，毕业后进入中央电视台英语频道。2020年12月，获中央广播电视总台颁发的首届“十佳记者”荣誉称号，在《面对面》节目中被称为“一个人就是一支队伍”。

## 经历
中学就读于重庆外国语学校。2006年保送中国人民大学。

## 外链
- 徐德智的哔哩哔哩个人空间
- 徐德智的新浪微博
- YouTube上的徐德智頻道
- 徐德智的X（前Twitter）